# Arosenius (släkt)
Arosenius är en svensk släkt härstammandes från köpmannen i Västerås Jöns Andersson Rank (1674–1721), vars son Petrus antog släktnamnet Westrén efter hemorten (jämför Västra Aros, Westra Aros), sedermera latiniserat till Arosenius.
Stamfadern Pehr Arosenius, var en duktig hebraist och verkade först vid Västerås gymnasium, men blev senare kyrkoherde i Söderbärke socken och kontraktsprost. Han fick endast barn i sitt andra äktenskap med Agnes, dotter till Abraham Hülphers den äldre.